# Martin Aagård
Sven Martin Aagård, född 5 mars 1971 i Gävle Heliga Trefaldighets församling, är en svensk kulturjournalist, författare och musiker.

## Biografi
Martin Aagård kommer ursprungligen från Gävle och gick på gymnasieskolan Vasaskolan i staden, där han gick ut 1990. Han var tidigare engagerad i Fältbiologerna. I dag bor han på Södermalm i Stockholm. Aagård är gift med Aftonbladet-skribenten Natalia Kazmierska. 2018 publicerade de boken Popkulturens död som dels försöker lansera en teori om vad populärkulturen var, dels vill förklara hur dess revolutionära potential försvunnit.

## Karriär

### Musik
Tillsammans med ungdomsvännerna Uje Brandelius, Twiggy Pop och Miss Universum bildade Aagård 1991 det svenska popbandet Doktor Kosmos, där han spelar gitarr, bas och synt. År 1998 medverkade han i rockoperan Stjärnjerry med Doktor Kosmos.

### Journalistik
Martin Aagård är kulturredaktör på Dagens ETC och var tidigare biträdande kulturchef på Aftonbladet under Åsa Linderborg, samt t f kulturchef efter hennes avgång.  
Tidigare har han varit litteraturkritiker och radiokrönikör samt redaktör för essäistiska "Under strecket" på Svenska Dagbladet, kulturskribent på Dagens Nyheter, kulturredaktör på Arbetarbladet och Dalarnas Tidningar samt chefredaktör för konstmagasinet Konstnären. Aagård har också varit redaktör på det nedlagda kulturmagasinet Sex, medverkat i tidskrifterna Arena, Neo och Filter samt på Expressens, Helsingborgs Dagblads och Sydsvenskans kultursidor. 
Han har även varit reporter för TV 4-programmet Drevet, ett granskande program där reportrarna tydligt skulle ta ställning till sina egna inslag. 
Aagård gjorde reportage om bland annat Antifascistisk aktion, Plymouthbröderna och abortmotstånd. Inslaget om Plymouthbröderna fälldes av Granskningsnämnden för brott mot kravet på opartiskhet (2006-12-13, SB 903/06). I flera av sina krönikor, intervjuer och debattartiklar har Martin Aagård tagit ställning mot rasism och kreationism.
År 2015 stämdes Aagård och Aftonbladet av artisten Richard Herrey på 30 000 kronor för att han i en diskussion på Twitter kallat Herrey ”din gamle rasist”. Herrey förlorade målet mot båda parterna.